# جامعة ود مدني الأهلية
جامعة ود مدني الأهلية هي جامعة سودانية أهلية غير ربحية تأسست عام 1992 باسم «كلية ود مدني الأهلية» وفي عام 2014 تم ترفيعها إلى جامعة بقرار من وزارة التعليم العالي والبحث العلمي السودانية.

## تاريخ الجامعة
تعتبر مدينة ودمدني المدينة التي انبثق منها المفهوم الوطني للتعليم الأهلي في تاريخ السودان الحديث.. وفكرة التعليم الأهلي قد نشأت في بدايتها، كمحاولة لكسر الطوق الاستعماري حول التعليم. حيث عمل الخيرون من أبناء ودمدني على كسر هذا الطوق، كميا ونوعيا، بما يمكن تسميته بثورة التعليم الأهلي الأولى، وذلك في النصف الأول من أربعينات القرن العشرين.. فأصبحت الفرص متاحة لأبناء هذا الوطن لتلقي التعليم خارج النظام الحكومي.. ولما أعلنت الدولة عن بداية التصديق لجامعات وكليات أهلية، ولدت جامعة ود مدني الأهلية ككلية أهلية قومية غير خاصة وغير ربحية.. معنى أن الفائض المالي لا تعود أرباحاً إلى فرد أو أسرة أو جماعة وإنما يوظف في ترقية المنشأة الأهلية من حيث تطوير البرامج وتطوير القاعات والمعامل واستخدام أساتذة أكثر كفاءة وزيادة تأهيل الأساتذة الموجودين.

بدأت كلية ود مدني الأهلية أولى محاضراتها في 2/ فبراير/1992 م، وفي 17/أبريل/1995 احتفلت مدينة ودمدني بتخريج الدفعة الأولى في هذه الكلية وهي الدفعة التي بلغ عدد خريجيها (87) طالبا وطالبة من حملة الدبلوم في إدارة الأعمال والمحاسبة، وفي 1/أبريل/1997 انتقلت الكلية إلى مبانيها الحالية بود مدني التي تقع والي 180 كم جنوب الخرطوم.

في عام 2014 تم ترفيع الكلية إلى «جامعة ود مدني الأهلية» بقرار من مجلس الوزراء بعد استيفائها للشروط المؤهلة للترفيع.

## موقع الجامعة
موقع الجامعة وسط مدينة ودمدني بحي الدرجة شمال جوار برج الجزيرة وبالقرب من منتزة الجزيرة العائلي، ويعتبر حي الدرجة من أحياء مدينة ودمدني والذي يوجد به العديد من المدارس (مدرسة مدني الثانوية (بنين - بنات)) - مدرسة السني الثانوية بنين - مدرسة الشهيد دكتور مصطفي الطيب) أيضا العديد من مدارس الأساس ورياض الأطفال.

## المكتبة الالكترونية
المكتبات الإلكترونية: عبارة عن كمية ضخمة من المعلومات المسجلة إلكترونيا والمنظمة بطريقة معينة بحيث يمكن البحث فيها واسترجاع المعلومات عبر حاسبات آلية مرتبطة عن بعد عن طريق قناة اتصال إلكترونية. بدأ استخدامها نتيجة النشاط الهائل في حركة النشر الإلكتروني وما صاحبه من تطور في تقنيات الاتصالات والحاسب الآلي.هنالك العديد من المكتبات الإلكترونية على شبكة الإنترنت مثل:
- مكتبة المحدث www.muhaddith.com
- مكتبة الوراق www.alwaraq.com

حيث تسعى الجامعة في اتجاه ربط المكتبة اللاكترونية بالعديد من المكتبات. للوصول الي المكتبة اتبع رابط الموقع

الموقع الإلكتروني لجامعة ودمدني الاهلية

## كليات الجامعة
تضمن جامعة ود مدني الكلية العديد من المدارس في مجالات مختلفة، حيث بدأت الجامعة بأول مدرسة لها وهي مدرسة العلوم الإدارية

### كلية الاقتصاد والعلوم الادارية
مشكلة الإدارة هي من أهم المشاكل التي واجهت وستواجه العالم كله.. وقد أنشأت كلية ودمدني الأهلية هذا التخصص في إطار برنامجها المتكامل لإدخال علوم المستقبل - بدأ إدخال هذا التخصص في عام 1992 م للحصول على درجة الدبلوم في المحاسبة أو إدارة الأعمال، وفي عام 1997 م تم إنشاء برنامج البكالوريوس، وتخرجت في هذه المدرسة اثنتا عشرة دفعة بدرجة الدبلوم وست دفعات درجة البكالوريوس في تخصصي إدارة الأعمال والمحاسبة.

الدرجات العلمية:

تمنح الكلية درجة بكالوريوس العلوم الإدارية في أربع سنوات وتمنح دبلوم المحاسبة / إدارة الأعمال في ثلاث سنوات.

البكالوريوس الخطة الدراسية والمقررات:
- 4 سنوات (8 فصول دراسية).
- الدبلوم 3 سنوات (6 فصول دراسية)

### كلية علم النفس التطبيقي
الهدف من إدخال هذا التخصص هو إعداد جيل جديد من الكوادر التي يحتاج لها السودان في المؤسسات العلاجية والمؤسسات التعليمية وغيرها، فقد أتضح أن التوسع الكبير الذي تشهده هذه المؤسسات يحتاج إلى المتخصصين في علم النفس التطبيقي كحلقة من حلقات استكمال برامج الارتقاء.

بدأ القبول لهذا التخصص في عام 1998 م، وذلك بمنح درجة البكالريوس (اربع سنوات) تخصص علم النفس التطبيقي، وكانت الكلية تمنح دبلوم التعليم قبل المدرسي في عام دراسي واحد.
 ولقد أضيف قسم الدراسات العليا لمنح درجة الماجستير في علم النفس التطبيقي في ثلاثة تخصصات هي: علمالنفس الصحي. والتعليم قبل المدرسة. وذوي الاحتياجات الخاصة.وتم قبول ثلاثة دفعات بالدراسات العليا حتى الآن،
الدرجة العلمية:
- البكالوريوس 4 سنوات (8) فصول دراسية.
- ماجستير علم النفس التطبيقي (4)فصول دراسية

### كلية الآداب - قسم اللغة الإنجليزية
لقد بدأت مدرسة اللغات (بكلية ودمدني الأهلية) منذ تأسيسها بتخصص اللغة الإنجليزية باعتبارها اللغة العالمية الأكثر شيوعا في مجال المخاطبة والتواصل، وذلك لتحقيق الأهداف الآتية:
- تمكين الطالب من تنمية مقدراته في استخدام اللغة الإنجليزية في صورها المختلفة قراءة وكتابة وتحدثا.
- تشجيع الطلاب للاطلاع بقراءات لمختلف أشكال الأدب الإنجليزي من خلال المواد المقررة لهم.
- ربطهم بثقافات الشعوب عن طريق قراءة الأدب.وبعد ترفيع الكلية إلى جامعة أصبحت تسمى بكلية الآداب - قسم اللغة الإنجليزية.

الدرجات العلمية:
- يمنح الطالب درجة البكالوريوس في اللغة الإنجليزية في أربع سنوات.
- ودرجة الدبلوم في الترجمة أو التدريس في ثلاث سنوات (سابقاً).

### كلية علوم الحاسوب وتقنية المعلومات
تعتبر التقنية العلمية المتطورة في مجال المعلومات ورصدها وتخزينها وتداولها واشاعتها، من أهم الظواهر العلمية في عالمنا اليوم، وعليه فأن كلية علوم الحاسوب ونظم المعلومات تعتبر واحدة من أهم كليات جامعة ودمدني الأهلية لما تتمتع به من معامل حديثة معدة بأجهزة ذات مواصفات عالمية، تساهم في نشر الوعي التقني الحديث بسهولة ويسر عبر برنامجها الدراسي المعد لذلك.

الدرجات العلمية 
- تمنح المدرسة درجة البكالوريوس (4 سنوات) في علوم الحاسوب.
- بكالوريوس (4 سنوات)في نظم المعلومات المحاسبية والتجارية.
- الدبلوم (3 سنوات) صيانة حاسوب.
- الدبلوم (3 سنوات) تقنية المعلومات الإدارية وتقنية معلومات محاسبية.

### كلية هندسة العمارة وتخطيط المدن
نشأت مدرسة العمارة وتخطيط المدن تلبية لرغبات الدارسين لمجال هندسة العمارة والتخطيط خارج جامعات وكليات العاصمة القومية
الدرجات العلمية 
- تمنح الكلية درجة بكالوريوس الشرف في هندسة العمارة والتخطيط في (5 سنوات).
- خرجت الكلية ثلاثة دفعات معتمدة من المجلس الهندسي (الرقم الهندسي)

## شخصيات في تاريخ الجامعة

### الأمين محمد احمد كعورة
من مواليد مدينة ودمدني بالسودان في عام 1922.تلقى تعليمه الأولي بمدينة ودمدني ثم التحق بكلية غردون التذكارية بالخرطوم ثم بمدرسة العلوم قبل أن يكمل دراسة الزراعة. درس الرياضيات والفيزياء بجامعة برستول ببريطانيا. متزوج من سيدة سويسرية وأب لثلاث بنات وخمسة أولاد. يعيش بمدينة الخرطوم عاصمة السودان.

قام الأستاذ كعورة بتأسيس كلية ودمدني الأهلية وشغل منصب أول عميد لها قبل أن يتقاعد ويترك مجال التعليم.

محطات هامة في حياته
- خبير زراعي بمشروع البرقيق بمديرية السودان الشمالية.
- مدرس رياضيات ولغة إنجليزية بالمدرسة الأهلية بودمدني.
- مدرس علوم بمدرسة رومبيك الثانوية بجنوب السودان.
- مدير مدرسة رومبيك الثانوية بجنوب السودان.
- مدير مدرسة ودمدني الثانوية.
- مدير مدرسة حنتوب الثانوية.
- مدير عام التعليم الأكاديمي والفني بوزارة التربية والتعليم بالسودان.
- أمين عام جامعة أم درمان الإسلامية بالسودان.
- محاضر لعلم الفلك بجامعة أم درمان الإسلامية.
- باحث وكاتب عريق في علوم الفلك.

من مؤلفاته:
1. مبادئ الكونيات ـ 1973 ـ جامعة الخرطوم وعالم الكتب ببيروت.
2. المجموعة الشمسية ومجال الجاذبية الكونية ـ 1979 ـ المكتب المصري الحدبث بالقاهرة.
3. الشمس والنجوم والأرض والقمر ـ 1980 ـ دار الصحافة للطباعة والنشر.